# Rectorat de la Universitat de València
|  | Aquest article tracta sobre la màxima autoritat de la Universitat de València. Si cerqueu l'edifici, vegeu «edifici del Rectorat (València)». |

El Rectorat de la Universitat de València és el càrrec de més alt rang d'autoritat de dita institució acadèmica. El rector o la rectora ostenta la representació, n’exerceix el govern, en dirigeix la gestió i és responsable davant el Claustre.

## Llista de rectors i rectores

### Segle XVI
- Jeroni Boix (1499-1502)
- Jeroni Dassió (1502-1503)
- Damià Andrés (1503)
- Ramon Delort (1503-1505)
- Jaume Roca (1505-1506)
- Lluís Crespí de Valldaura (1506-1507)
- Damià Andrés (1507-1508)
- Ramon Delort (1508-1509)
- Francesc Ros (1509-1510)
- Jaume Conill (1510-1511)
- Joan Vilanova (1511-1512)
- Jeroni Fuster (1512-1513)
- Bernat Alcalà (1514-1521)
- Joan Andreu Estrany (1521-1523)
- Pere Martí (1523-1524)
- Tomàs Real (1524-1525)
- Joan de Salaia (1525-1558)
- Lluís Çabater (1558-1559)
- Francesc Joan Castro (1559)
- Miquel Joan Luviela (1559-1562)
- Joan Joaquim Mijavila (1562-1565)
- Jaume Messeguer (1565-1568)
- Pere Joan Monzó (1568-1570)
- Joan Terès i Borrull (1570)
- Pere Joan Monzó (1570-1571)
- Joan Blai Navarro (1571-1574)
- Joaquim Molina (1574-1577)
- Joan Blai Navarro (1577-1580)
- Joan Joaquim Mijavila (1580-1582)
- Pere Joan Monzó (1583-1585)
- Bertomeu Josep Pasqual (1586-1588)
- Miquel Vich (1588-1590)
- Jeroni de Montcada (1590-1592)
- Francesc Barber (1593-1596)
- Cristòfol Frígola (1596-1599)

### Segle XVII
- Joan Lluís Fababuix (1599-1602)
- Cristòfol Frígola (1602-1605)
- Martí Bellmont (1605-1608)
- Cristòfol Frígola (1608-1611)
- Martí Bellmont (1611-1614)
- Miquel Jeroni Guardiola (1614-1617)
- Joan Baptista Pellicer (1617-1620)
- Miquel Jeroni Guardiola (1620-1623)
- Francesc Vives (1623-1626)
- Ferran Villarrasa (1626-1629)
- Martí Bellmont (1629-1632)
- Jeroni Agustí Morlà (1632-1635)
- Francesc Ruiz de Lihori (1635-1637)
- Arquileu Figuerola Pardo de la Casta (1637-1640)
- Jeroni Agustí Morlà (1640-1642)
- Cristòfol Bellvís (1642-1644)
- Francesc Ferrer (1644-1648)
- Jeroni Vallterra (1648-1650)
- Gaspar Guerau de Arellano (1650-1654)
- Carles Giner (1654-1655)
- Jeroni Font (1655-1658)
- Vicent Corts (1658-1661)
- Carles Coloma (1661-1663)
- Francesc Lloris de la Torreta (1663-1666)
- Jeroni Frígola (1666-1669)
- Marc Antoni Gombau (1669-1671)
- Josep Cardona (1671-1674)
- Gaspar Domingo y Remoy (1674-1677)
- Antoni Milà d'Aragó (1677-1680)
- Gaspar Guerau de Arellano (1680)
- Pasqual Cardona (1680-1682)
- Francesc Chabert (1682-1685)
- Tomàs Rato (1685-1688)
- Vicent Carròs y Pardo (1688-1691)
- Gaspar Domingo y Remoy (1691-1694)
- Francesc Monsoriu (1694-1698)
- Gaspar Domingo y Remoy (1698-1700)

### Segle XVIII
- Alonso Milà d'Aragó (1700-1703)
- Manuel Mercader (1703-1706)
- Francesc Boïl de Arenós (1706-1708)
- Marcelino Siuru (1708-1712) (*)
- Pascual Sala (1712-1715) (*)
- Jerónimo Monsoriu y Castellví (1715-1717) (*)
- Vicente Gregori (1717-1718) (*)
- Tomàs Vicent Tosca (1718-1720) (*)
- Benito Pichó (1720-1723)
- Fausto Descals de la Scala (1723-1725)
- Tomás Guerau Esbri (1725-1728)
- Francisco Ortí Figuerola (1728-1731)
- Tomás Guerau Esbri (1731-1734)
- Francisco Matheu Blanes (1734-1737)
- Pedro Albornoz Tapies (1737-1740)

- Francesc Borrull Ramon (1740-1743)
- Pedro Albornoz Tapies (1743-1746)
- Pedro Jaime Gil Dolz (1746-1747)
- Demetrio Lorés (1747-1750)
- Francisco Casamayor (1757-1759)
- Pedro Jaime Gil Dolz (1759-1762)
- José Tormo Juliá (1762-1765)
- Luis Adell Ferragut (1765-1768)
- Francisco Antonio Cebrián de Valda (1768-1771)
- Manuel Salvador (1772-1775)
- Joan Antoni Maians i Siscar (1775-1778)
- Joaquín Segarra (1778-1781)
- Francisco Antonio Cebrián de Valda (1781-1784)
- Vicente Blasco García (1784-1813)

### Segle XIX
- Juan Gascó (1813)
- Pascual Fita Capella (1813)
- Onofre Soler Rubio (1813-1816)
- Gregorio Joaquín Piquer Fortuny (1816-1819)
- Luis Lassala (1819-1822)
- Joaquín Sáez de Quintanilla (1822-1823)
- Luis Lassala (1823-1824)
- Juan del Castillo Carroz (1824-1828)
- Luis Exarque (1828-1832)
- Onofre Soler Rubio (1833-1834)
- Francisco Villalba Montesinos (1834-1840)
- Mariano Batllés y Torres Amat (1840-1843)
- Francisco Villalba Montesinos (1843-1845)
- Francisco Carbonell Machí (1845-1854)
- Mariano Batllés y Torres Amat (1855-1856)
- Francisco Carbonell Machí (1857-1859)
- Josep Pizcueta i Donday (1859-1867)
- Vicente Noguera Sotolongo, Marqués de Cáceres (1867-1868)
- Eduardo Pérez Pujol (1868-1873)
- Manuel Bartolomé Tarrasa Romans (1874)
- José Monserrat y Riutort (1874-1880)
- Enrique Ferrer Viñerta (1881-1884)
- Vicente Gadea Orozco (1884-1885)
- Enrique Ferrer Viñerta (1885-1890)
- Vicente Gadea Orozco (1890-1893)
- Francisco Moliner Nicolás (1893-1895)
- Vicente Gadea Orozco (1895-1897)
- Francisco Moliner Nicolás (1897-1898)
- Nicolás Ferrer Julve (1898-1901)

### Segle XX
- Manuel Candela Pla (1901-1903)
- José María Machí Burguete (1903-1916)
- Rafael Pastor González (1916-1927)
- Joaquín Ros Gómez (1927-1930)
- José María Zumalacárregui y Prat (1930-1931)
- Mariano Gómez González (1931-1932)
- Joan Baptista Peset Aleixandre (1932-1934)
- Fernando Rodríguez Fornos y González (1934-1936)
- Josep Puche i Àlvarez (1936-1939)
- Ramón Velasco Pajares (1938-1939) (*)
- Manuel Batlle Vázquez (1939) (*)
- José María Zumalacárregui y Prat (1939-1941)
- Fernando Rodríguez Fornos y González (1941-1951)
- José Corts Grau (1951-1967)
- Juan José Barcia Goyanes (1967-1972)
- Rafael Bartual Vicens (1972)
- Rafael Báguena Candela (1972-1976)
- Manuel Cobo del Rosal (1976-1979)
- Vicent Gandia Gomar (1977-1979) (*)
- Joaquín Colomer Sala (1979-1984)
- Ramon Lapiedra i Civera (1984-1994)
- Pedro Ruiz Torres (1994-2002)

### Segle XXI
- Francisco Tomás i Vert (2002-2010)
- Esteban Morcillo Sánchez (2010-2018)
- Maria Vicenta Mestre Escrivà (2018-)